# Moor Mother
Moor Mother (případně Moor Mother Goddess), vlastním jménem Camae Ayewa, je americká zpěvačka a básnířka. Vyrůstala v marylandském městě Aberdeen. Spolu s Rasheedah Phillips je členkou literárního a uměleckého kolektivu Black Quantum Futurism. Rovněž byla členkou punkrockové skupiny The Mighty Paradocs. Své první sólové album nazvané Fetish Bones vydala v září roku 2016. V listopadu 2019 vydala album Analog Fluids of Sonic Black Holes.